# Варненски конгрес на ВМОРО
Варненският конгрес е конгрес на Одринския революционен окръг на Вътрешната македоно-одринска революционна организация, провел се от 12 до 25 февруари 1904 година във Варна, България. Конгресът е пръв от серията окръжни конгреси, предхождащи общия конгрес през 1905 година.
Присъстват всички по-видни ръководители от окръга - членовете на Главното боево тяло (щаба) Михаил Герджиков, Лазар Маджаров и Стамат Икономов и членовете на Одринския окръжен революционен комитет.
Сред основните задачи на Варненския конгрес е анализиране на резултатите от Илинденско-Преображенското въстание от лятото на 1903 година. На конгреса са разкритикувани начините на водене на бойните действия по време на въстанието. По отношение на бъдещото управление на революционната организация конгресът иска да се въведе „изборност на ръководните тела от долу до най-горе, да се осигури и на низовите кадри участие както в управлението на организацията, така и определяне на насоките на революционното движение“.